# Ragnhild Skoftesdotter
Ragnhild Skoftesdotter (n. 1072) fue una noble de Noruega en el siglo XII, hija del caudillo Skofte Ogmundsson.
Ragnhild pertenecía a la poderosa dinastía Giskeätten de Sunnmøre y era prima del rey Olaf III de Noruega. Casó con Dag Eilivsson, un noble de Bratsberg, Grenland, y cercano al rey. Ambos tuvieron varios hijos, entre los que destacaron Baugeid Dagsdatter, que fue abadesa del monasterio de Gimsøy; Vatn-Orm y Gregorius Dagsson que tuvieron un papel relevante apoyando la causa de Inge I por el trono de Noruega. 